# 洛戈萨诺
洛戈萨诺（義大利語：Luogosano），是意大利阿韦利诺省的一个市镇。总面积6.03平方公里，人口1236人，人口密度205.0人/平方公里（2009年）。ISTAT代码为064045。